# Persone di nome Gaspar
| Questa pagina contiene informazioni ricavate automaticamente dalle voci biografiche con l'ausilio del template Bio e di un bot. L'aggiornamento è periodico e automatico e ricostruisce completamente la pagina. Se manca una persona in questa lista, sei pregato di non aggiungerla, ma accertati piuttosto che la sua voce biografica contenga il template Bio e che i dati anagrafici siano correttamente compilati. Se il template Bio manca, inseriscilo tu stesso o, in alternativa, metti l'avviso {{tmp\|Bio}} che ne segnala la mancanza. Se i dati riportati sono sbagliati, correggi direttamente la voce biografica; le modifiche saranno visibili in questa lista entro pochi giorni. Per chiarimenti vedi il progetto antroponimi. La lista contiene solo le 57 persone che sono citate nell'enciclopedia e per le quali è stato implementato correttamente il template Bio. Pagina aggiornata al 23 mar 2025. |

Questa è una lista di persone presenti nell'enciclopedia che hanno il nome Gaspar, suddivise per attività principale.

## Calciatori(9)
- Gaspar Campos, calciatore spagnolo (Gijón, n. 2000)
- Gaspar Duarte, calciatore argentino (Pilcomayo, n. 2003)
- Chabalala, calciatore angolano (Luanda, n. 1999)
- Gaspar Gálvez, ex calciatore spagnolo (Cordova, n. 1979)
- Gaspar Gentile, calciatore argentino (Los Quirquinchos, n. 1995)
- Gaspar Iñíguez, calciatore argentino (Buenos Aires, n. 1994)
- Gaspar Panadero, calciatore spagnolo (Tarazona de la Mancha, n. 1997)
- Gaspar Rubio, calciatore e allenatore di calcio spagnolo (Serra, n. 1907 - Città del Messico, † 1983)
- Gaspar Servio, calciatore argentino (General Belgrano, n. 1992)

## Cardinali(6)
- Gaspar de Borja y Velasco, cardinale, arcivescovo cattolico e politico spagnolo (Villalpando, n. 1589 - Madrid, † 1645)
- Gaspar Cervantes de Gaete, cardinale e arcivescovo cattolico spagnolo (Trujillo, n. 1511 - Tarragona, † 1575)
- Gaspar de Molina y Oviedo, cardinale e vescovo cattolico spagnolo (Mérida, n. 1679 - Madrid, † 1744)
- Gaspar de Quiroga y Vela, cardinale e arcivescovo cattolico spagnolo (Madrigal de las Altas Torres, n. 1512 - Madrid, † 1594)
- Gaspar de Zúñiga y Avellaneda, cardinale e arcivescovo cattolico spagnolo (Cáceres, n. 1507 - Jaén, † 1571)
- Gaspar de Ávalos de la Cueva, cardinale e arcivescovo cattolico spagnolo (Guadix, n. 1485 - Santiago di Compostela, † 1545)

## Compositori(2)
- Gaspar Fernandes, compositore portoghese (n. 1566 - Puebla, † 1629)
- Gaspar van Weerbeke, compositore e cantore fiammingo

## Criminali(1)
- Gaspar DiGregorio, criminale statunitense (Castellammare del Golfo, n. 1905 - Smithtown, † 1970)

## Diplomatici(2)
- Gaspar de Bracamonte y Guzmán, diplomatico spagnolo (Peñaranda de Bracamonte, n. 1595 - Madrid, † 1676)
- Gaspar da Gama, diplomatico portoghese

## Drammaturghi(1)
- Gaspar Núñez de Arce, drammaturgo spagnolo (Valladolid, n. 1834 - Madrid, † 1903)

## Esploratori(5)
- Gaspar Correia, esploratore e scrittore portoghese (Goa)
- Gaspar Pérez de Villagrá, esploratore spagnolo (n. 1555 - † 1620)
- Gaspar de Portolá, esploratore spagnolo (Os de Balaguer, n. 1716 - Lleida, † 1784)
- Gaspar de Rodas, esploratore spagnolo (Trujillo, n. 1518 - Santa Fe de Antioquia, † 1607)
- Gaspar de Lemos, esploratore portoghese

## Generali(1)
- Gaspar Téllez-Girón y Sandoval, generale e politico spagnolo (Madrid, n. 1625 - Madrid, † 1694)

## Giuristi(1)
- Gaspar Rodriguez, giurista spagnolo

## Incisori(1)
- Gaspar Bouttats, incisore fiammingo (Anversa - Anversa)

## Matematici(1)
- Gaspar Ens, matematico tedesco (n. 1570 - † 1650)

## Medici(1)
- Gaspar Vianna, medico brasiliano (Belém, n. 1885 - † 1914)

## Mercanti(1)
- Gaspar Roomer, mercante e mecenate olandese (Anversa - Napoli, † 1674)

## Militari(1)
- Gaspar de Vigodet, militare spagnolo (n. 1747 - † 1834)

## Missionari(1)
- Gaspar de Carvajal, missionario spagnolo (Trujillo, n. 1500 - Lima, † 1584)

## Navigatori(1)
- Gaspar Corte-Real, navigatore e esploratore portoghese

## Nobili(3)
- Gaspar de la Cerda Sandoval Silva y Mendoza, nobile spagnolo (Pastrana, n. 1653 - El Puerto de Santa María, † 1697)
- Gaspar Alfonso Pérez de Guzmán, nobile spagnolo (Valladolid, n. 1602 - Dueñas, † 1664)
- Gaspar de Zúñiga, nobile spagnolo (Monterrei, n. 1560 - Lima, † 1606)

## Pittori(6)
- Gaspar de Crayer, pittore fiammingo (Anversa, n. 1582 - Gand, † 1662)
- Gaspar Dias, pittore portoghese (Lisbona)
- Gaspar van Eyck, pittore fiammingo (Anversa, n. 1613 - Bruxelles, † 1674)
- Gaspar van den Hoecke, pittore fiammingo
- Gaspar Hovic, pittore fiammingo (Oudenaarde - Bari, † 1627)
- Gaspar de Witte, pittore fiammingo (Anversa, n. 1624 - Anversa, † 1681)

## Poeti(2)
- Gaspar Aguilar, poeta e drammaturgo spagnolo (Valencia, n. 1561 - Valencia, † 1623)
- Gaspar Gil Polo, poeta e romanziere spagnolo (Valencia, n. 1530 - Barcellona, † 1591)

## Politici(4)
- Gaspar Llamazares, politico spagnolo (Logroño, n. 1957)
- Gaspar Méndez de Haro, politico e collezionista d'arte spagnolo (Napoli, n. 1629 - Napoli, † 1687)
- Gaspar Antonio de la Torre y Ayala, politico e militare spagnolo (Belgio - Manila, † 1745)
- Gaspar de Guzmán y Pimentel, politico spagnolo (Roma, n. 1587 - Toro, † 1645)

## Presbiteri(1)
- Gaspar Sanz, presbitero, compositore e chitarrista spagnolo (Calanda, n. 1640 - Madrid, † 1710)

## Registi(1)
- Gaspar Noé, regista, sceneggiatore e montatore argentino (Buenos Aires, n. 1963)

## Religiosi(1)
- Gaspar Oswald, religioso e architetto ungherese (Iglau, n. 1729 - Vác, † 1781)

## Scultori(1)
- Gaspar Becerra, scultore e pittore spagnolo (Baeza, n. 1520 - Madrid, † 1568)

## Vescovi cattolici(1)
- Gaspar Salgado Gayoso, vescovo cattolico spagnolo (Galizia - L'Aquila, † 1644)

## Violoncellisti(1)
- Gaspar Cassadó, violoncellista e compositore spagnolo (Barcellona, n. 1897 - Madrid, † 1966)

## Senza attività specificata(1)
- Gaspar Lefebvre, francese (Lilla, n. 1880 - Bruges, † 1966)